# Некаргерах
Некаргерах (њем. Neckargerach) општина је у њемачкој савезној држави Баден-Виртемберг. Једно је од 27 општинских средишта округа Некар-Оденвалд. Према процјени из 2010. у општини је живјело 2.359 становника. Посједује регионалну шифру (AGS) 8225064.

## Географски и демографски подаци
Некаргерах се налази у савезној држави Баден-Виртемберг у округу Некар-Оденвалд. Општина се налази на надморској висини од 137 метара. Површина општине износи 15,3 km². У самом мјесту је, према процјени из 2010. године, живјело 2.359 становника. Просјечна густина становништва износи 154 становника/km².